# هيلين دوريون
هيلين دوريون (بالإنجليزية: Hélène Dorion)‏‏ (21 أبريل 1958 في مدينة كيبك - ) كاتِبة، وروائية، وشاعرة من كندا.

## الجوائز
- ضابط وسام كندا
- النيشان الوطني لكيبيك من رتبة فارس[6]
- Prix Anne-Hébert [الإنجليزية]‏